# Cucumaria lactea
Cucumaria lactea är en sjögurkeart. Cucumaria lactea ingår i släktet Cucumaria, och familjen korvsjögurkor. Inga underarter finns listade.